# Cresserons
Cresserons település Franciaországban, Calvados megyében. Lakosainak száma 1078 fő (2022. január 1.). Cresserons Douvres-la-Délivrande, Hermanville-sur-Mer, Lion-sur-Mer, Luc-sur-Mer, Mathieu és Plumetot községekkel határos.

## Népesség
A település népességének változása:
| Lakosok száma | 393  | 785  | 953  | 1215 | 1192 | 1171 | 1145 | 1116 | 1099 | 1078 |
|               | 1968 | 1982 | 1990 | 2006 | 2013 | 2015 | 2017 | 2019 | 2020 | 2022 |